# Говард, Генри, 7-й герцог Норфолк
Генри Говард (англ. Henry Howard; 11 января 1655 — 2 апреля 1701, Норфолк-хаус, Лондон, Королевство Англия) — английский аристократ, 4-й барон Моубрей с 1678 года, 7-й герцог Норфолк и 2-й граф-маршал Англии с 1684 года, кавалер ордена Подвязки, член Тайного совета. Его несчастливый брак стал предметом многочисленных сплетен и закончился разводом.

## Биография
Генри Говард родился 11 января 1655 года и стал старшим сыном Генри Говарда, 6-го герцога Норфолка, и Энн Сомерсет. Он получил образование в колледже Магдалены в Оксфордском университете. Ещё при жизни отца, в январе 1678 года, Генри начал заседать в Палате лордов как 4-й барон Моубрей, а 13 января 1684 года унаследовал герцогский титул. Он занимал должности констебля и губернатора Виндзорского замка (1682—1701), лорда-лейтенанта Суррея (1682—1701), Беркшира (1682—1701) и Норфолка (1683—1701). В феврале 1689 года он стал членом Тайного совета Англии, в 1690 году — генерал-капитаном артиллерии.
Как почти все Говарды, Генри был набожным католиком. Однако во время антикатолической истерии, порождённой «заговором папистов», он публично присоединился к англиканской церкви. По-видимому, эта уловка удалась; хотя его отца в 1680 году обвинили в заговоре, обвинение было быстро снято. В то время как старшая линия Говардов уцелела, их двоюродный брат Уильям Говард, 1-й виконт Стаффорд, был казнен за предполагаемое участие в заговоре в декабре 1680 года. Барон Моубрей, будучи одним из пэров, участвовал в суде над ним и единственным проголосовал за оправдательный приговор.
20 июня 1685 года герцог был назначен полковником Саффолкского полка, который в то время назывался пехотным полком герцога Норфолкского. В том же году он был посвящён в кавалеры ордена Подвязки. Как человек, «всемогущий в своем герцогстве», сэр Генри использовал свое влияние на всеобщих выборах 1685 года для избрания депутатов, полностью лояльных короне. К 1688 году, однако, он был в плохих отношениях с королём Яковом II. Когда его попросили расспросить своих избирателей о том, поддерживают ли они отмену Акта о присяге, он прямо ответил, что знает: все сторонники отмены с комфортом поместятся в одной карете. Когда герцога попросили заменить магистратов в его герцогстве более послушными, он просто отказался и уехал во Францию, но вскоре вернулся и поддержал Славную революцию.
При короле Вильгельме III и королеве Марии II герцог сохранил своё место в Тайном совете. Он умер 2 апреля 1701 года в своей лондонской резиденции.

## Семья
8 августа 1677 года Генри Говард женился на Мэри Мордаунт, единственной дочери и наследнице Генри Мордаунта, лорда Монмута (впоследствии 2-го графа Петерборо), и Пенелопы О’Брайен. Супруги с 1685 года жили раздельно, а в 1700 году развелись из-за неверности герцогини. Мэри Говард вышла за своего любовника, сэра Джона Жермена, баронета, и умерла в 1705 году.
Сэр Генри умер бездетным, и ему наследовал племянник, Томас Говард.